# Ca l'Isidre (Castellfollit del Boix)
Ca l'Isidre és una masia situada al municipi de Castellfollit del Boix a la comarca catalana del Bages.